# Qualificazioni al campionato europeo maschile di calcio 1984 - Gruppo 3
Il Gruppo 3 delle qualificazioni al campionato europeo di calcio 1984 ha incluso cinque squadre e vide la vittoria finale della Danimarca, che precedendo l'Inghilterra di un punto ebbe accesso alla fase finale.

## Classifica
| Team        | G | V | N | P | RF | RS | DR  | PT |
| ----------- | - | - | - | - | -- | -- | --- | -- |
| Danimarca   | 8 | 6 | 1 | 1 | 17 | 5  | +12 | 13 |
| Inghilterra | 8 | 5 | 2 | 1 | 23 | 3  | +20 | 12 |
| Grecia      | 8 | 3 | 2 | 3 | 8  | 10 | -2  | 8  |
| Ungheria    | 8 | 3 | 1 | 4 | 18 | 17 | +1  | 7  |
| Lussemburgo | 8 | 0 | 0 | 8 | 5  | 36 | −31 | 0  |

## Incontri
| Arbitro: | Corver |

|                             |           |                 |
| Hansen 68’ (rig.) Olsen 89’ | Marcatori | 8’, 82’ Francis |

| Arbitro: | Tritschler |

|  |           |                             |
|  | Marcatori | 7’ (rig.), 26’ Anastopoulos |

| Arbitro: | Biguet |

|                 |           |                                |
| Di Domenico 54’ | Marcatori | 31’ (rig.) Lerby 67’ Berggreen |

| Arbitro: | Prokop |

|  |           |                          |
|  | Marcatori | 1’, 64’ Woodcock 68’ Lee |

| Arbitro: | Jónsson |

| |           |  |
| Bossi 18’ (aut.) Coppell 22’ Woodcock 34’ Blissett 44’, 62’, 86’ Chamberlain 71’ Hoddle 87’ Neal 89’ | Marcatori |  |

| Arbitro: | Geurds |

|                         |           |                                                           |
| Reiter 4’ Schreiner 55’ | Marcatori | 30’, 59’, 69’ Póczik 40’ Nyilasi 50’ Pölöskei 56’ Hannich |

| Londra 30 marzo 1983, ore 20:45 CET | Inghilterra | 0 – 0 referto | Grecia | Stadio di Wembley (44 051 spett.)\| Arbitro: \| Krchňák \| |
| Arbitro:                            | Krchňák     |               |        |                                                            |

| Arbitro: | Edgar Azzopardi |

|                                                                  |           |                       |
| Hajszán 21’ Nyilasi 33’, 63’ L. Kiss 35’ Szentes 61’ Burcsan 65’ | Marcatori | 56’ Reiter 57’ Malget |

| Arbitro: | Romualdas Juška |

|          |           |  |
| Busk 76’ | Marcatori |  |

| Arbitro: | Pietro D'Elia |

|                       |           |  |
| Francis 31’ Withe 70’ | Marcatori |  |

| Arbitro: | Edvard Šoštarič |

|                         |           |                                               |
| Nyilasi 24’ Hajszán 88’ | Marcatori | 15’ Anastopoulos 32’ Kōstikos 56’ Papaioannou |

| Arbitro: | Heinz Fahnler |

|                                         |           |             |
| Elkjær 3’ Olsen 81’ Simonsen 85’ (rig.) | Marcatori | 29’ Nyilasi |

| Arbitro: | Alexis Ponnet |

|  |           |                     |
|  | Marcatori | 36’ (rig.) Simonsen |

| Arbitro: | Bruno Galler |

|  |           |                                |
|  | Marcatori | 13’ Hoddle 19’ Lee 42’ Mariner |

| Arbitro: | Kaj Natri |

|                                                    |           |  |
| Laudrup 16’, 23’, 69’ Elkjær 35’, 58’ Simonsen 41’ | Marcatori |  |

| Arbitro: | Emilio Guruceta Muro |

|             |           |  |
| S. Kiss 57’ | Marcatori |  |

| Arbitro: | Paolo Bergamo |

|  |           |                         |
|  | Marcatori | 16’ Elkjær 47’ Simonsen |

| Arbitro: | Cees Bakker |

|  |           |                                         |
|  | Marcatori | 10’, 56’ Robson 38’ Mariner 80’ Butcher |

| Arbitro: | Ioan Igna |

|                      |           |                        |
| Anastopoulos 9’, 55’ | Marcatori | 38’ Kardos 80’ Bodonyi |

| Arbitro: | Velitchko Tzontchev |

|               |           |  |
| Saravakos 18’ | Marcatori |  |

### Classifica marcatori
5 reti
- Nikos Anastopoulos (1 rig.)
- Tibor Nyilasi

4 reti
- Preben Elkjær
- Allan Simonsen (2 rig.)

3 reti
- Michael Laudrup
- Luther Loide Blissett
- Trevor Francis
- Anthony Stewart Woodcock
- József Póczik

2 reti
- Jesper Olsen
- Glenn Hoddle
- Sammy Lee
- Paul Mariner
- Bryan Robson
- Gyula Hajszán
- Jeannot Reiter

1 rete
- Klaus Berggreen
- Søren Busk
- Allan Hansen (1 rig.)
- Søren Lerby (1 rig.)
- Terry Butcher
- Steve Coppell
- Mark Chamberlain
- Phil Neal
- Peter Withe
- Giōrgos Kōstikos
- Lakis Papaioannou
- Dimitrios Saravakos
- Béla Bodonyi
- Győző Burcsa
- Péter Hannich
- József Kardos
- László Kiss
- Sándor Kiss
- Gábor Pölöskei
- Lázár Szentes
- Marcel Di Domenico
- Théo Malget
- Romain Schreiner

autoreti
- Marcel Bossi (pro  Inghilterra)